# Вишина (Великопольське воєводство)
Вишина (пол. Wyszyna) — село в Польщі, у гміні Владиславув Турецького повіту Великопольського воєводства.
Населення — 697 осіб (2011).
У 1975-1998 роках село належало до Конінського воєводства.

## Демографія
Демографічна структура станом на 31 березня 2011 року:
|          | Загалом | Допрацездатний вік | Працездатний вік | Постпрацездатний вік |
| -------- | ------- | ------------------ | ---------------- | -------------------- |
| Чоловіки | 345     | 89                 | 235              | 21                   |
| Жінки    | 352     | 90                 | 215              | 47                   |
| Разом    | 697     | 179                | 450              | 68                   |